# Leptogorgia lütkeni
Leptogorgia lütkeni is een zachte koraalsoort uit de familie Gorgoniidae. De koraalsoort komt uit het geslacht Leptogorgia. Leptogorgia lütkeni werd in 1889 voor het eerst wetenschappelijk beschreven door Wright & Studer. 